# Phare du port de Plagne
Le phare du port de Plagne se trouve à proximité de Saint-André-de-Cubzac.
C'est le plus ancien feu de rive de Gironde encore en service. Monté à Plagne les 14 et 15 mai 1877, il s'allume tous les soirs depuis le 15 juin 1877.
Les marins en furent informés par l'Avis aux navigateurs du 9 juin de la même année.
Fonctionnant au pétrole jusqu'en 1963 (la poulie servant à hisser le fanal existe encore au sommet), il est électrique depuis 1964.